# Gilles de Caux de Montlebert
Gilles de Caux de Montlebert, né aux Ligneries, près d'Argentan, vers 1682 et mort à Bayeux le 17 septembre 1733, est un poète et dramaturge français.

## Biographie
Descendant de Pierre Corneille par sa mère, il était contrôleur des fermes du roi. Il servit de prête-nom au président Hénault pour la publication en 1716 de sa tragédie Marius à Cirthe, à laquelle il a probablement collaboré. Sa tragédie Lysimachus, terminée par son fils, fut représentée sans succès en 1737.
Boileau a loué un de ses poèmes intitulé L'Horloge de sable. Il collabora à L'Année littéraire de Fréron.

## Œuvres
- L'Horloge de sable, figure du monde, poésie morale, 1714
- Marius à Cirthe, tragédie, avec le président Hénault, représentée pour la première fois le 15 novembre 1715 (publiée en 1716)
- Ode au roi et à la reine sur leur mariage, 1725
- Lysimachus, tragédie, représentée pour la première fois le 13 décembre 1737 (publiée en 1738)
- Adraste, tragédie (non imprimée)

## Pour approfondir